# Toyota Verso
O Toyota Verso é um MPV da Toyota que possui versões equipadas com transmissão continuamente variável (Câmbio CVT).